# Saviore dell'Adamello
Saviore dell'Adamello is een gemeente in de Italiaanse provincie Brescia (regio Lombardije) en telt 1110 inwoners (31-12-2004). De oppervlakte bedraagt 82,9 km², de bevolkingsdichtheid is 14 inwoners per km².

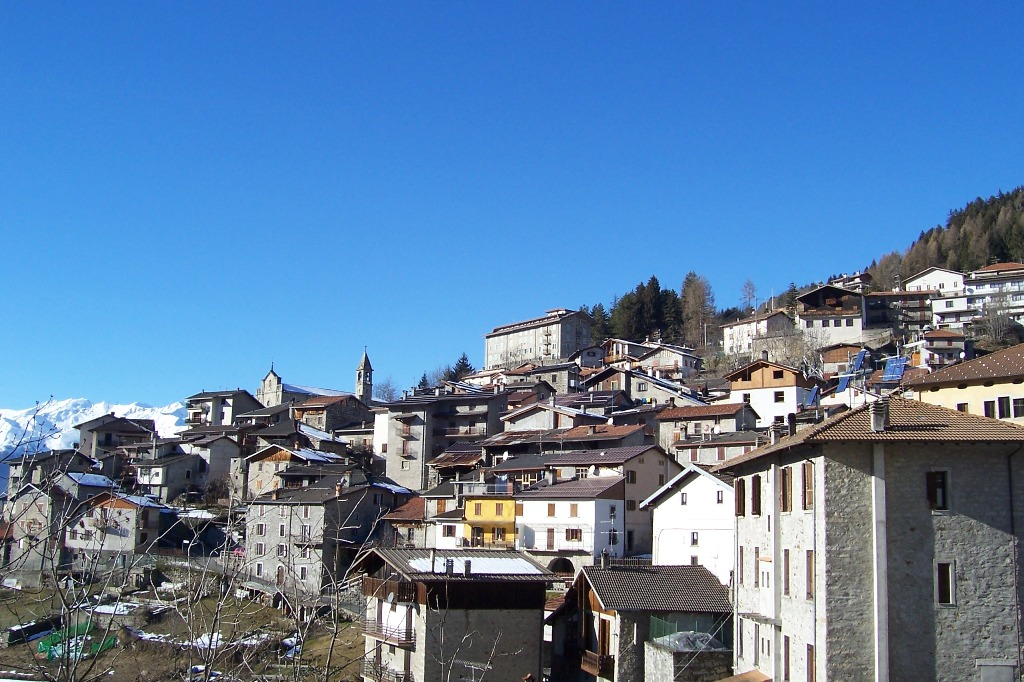
Saviore
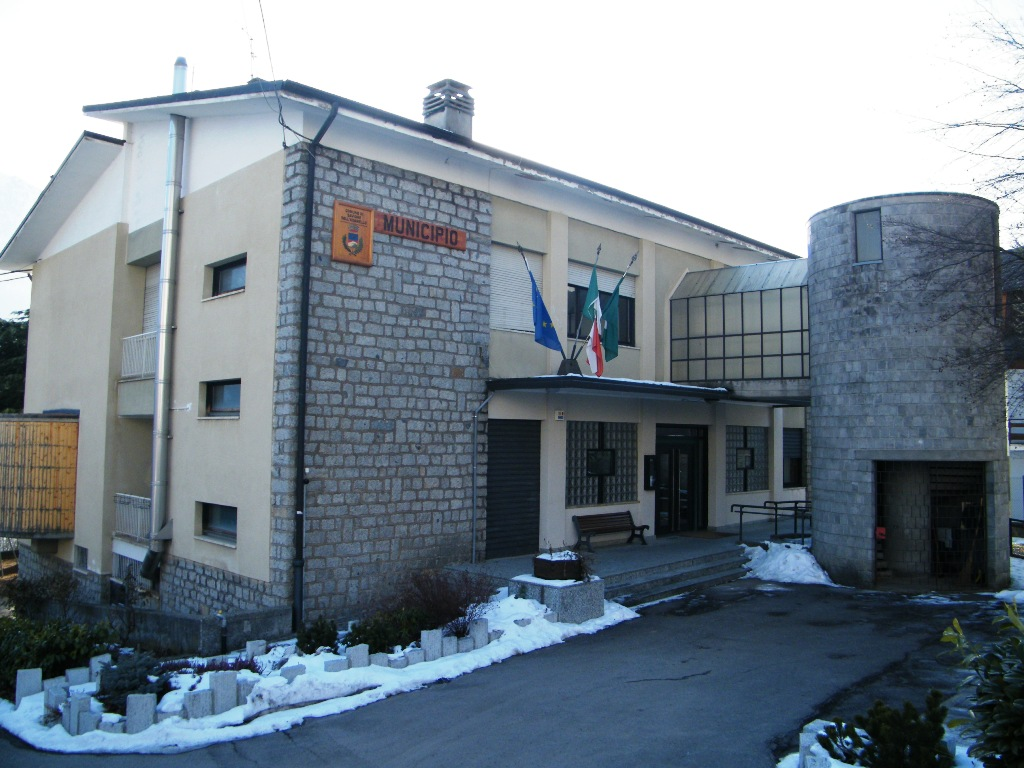
Gemeentehuis
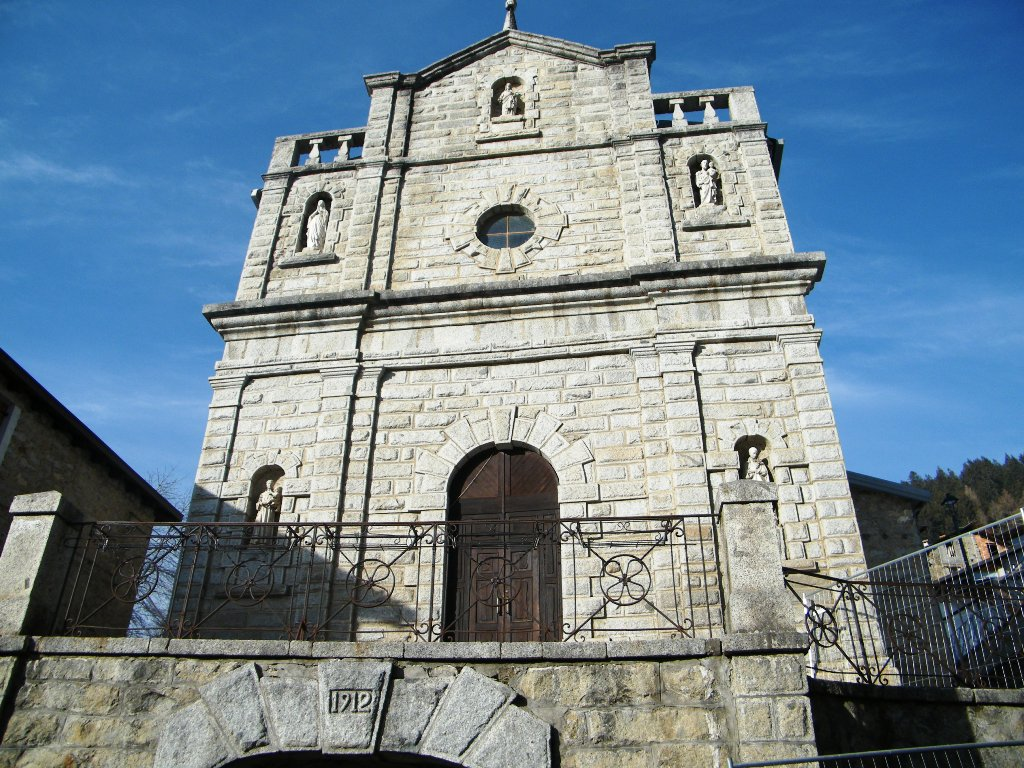
San Antoniokerk
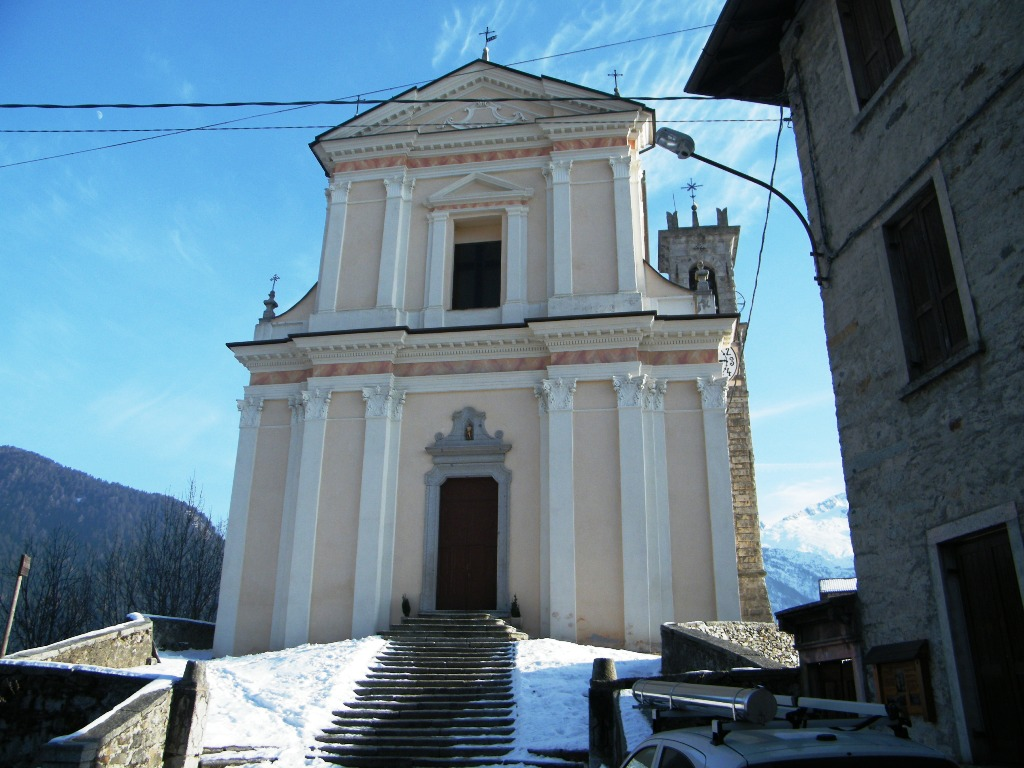
San Giovanni Battistakerk

## Demografie
Saviore dell'Adamello telt ongeveer 521 huishoudens. Het aantal inwoners daalde in de periode 1991-2001 met 13,4% volgens cijfers uit de tienjaarlijkse volkstellingen van ISTAT.
| Jaar | Inwoneraantal |
| ---- | ------------- |
| 1991 | 1341          |
| 2001 | 1161          |

## Geografie
Saviore dell'Adamello grenst aan de volgende gemeenten: Cevo, Daone (TN), Edolo, Ponte di Legno, Sonico, Spiazzo (TN).